# Unión Miraflores
El Centro Sport Unión Miraflores fue un club peruano de fútbol, ubicado en el distrito de Miraflores, de Lima. Es uno de los primeros fundadores y participantes de la Primera División del Perú.

## Historia
El club fue fundado en 1911 con el nombre del Club Centro Sport Unión Miraflores y jugó en el Campeonato Peruano desde 1912 hasta 1921. Su delegado y representante del club fue el señor A. Salazar, durante la formación de la Liga Peruana de 1912.
En 1912 el club fue de los primeros de la Segunda División accediendo a la categoría superior para 1913. En 1913, Unión Miraflores quedó último del torneo y pierde la categoría. Para 1914, vuelve a estar entre los primeros de la Segunda División y retorna a la Primera División para la temporada 1915 y 1916; donde logró alcanzar el cuarta posición.
Para 1917,  Centro Sport Unión Miraflores logró alcanzar el tercer puesto de la Liga Peruana de Football, todo un gran mérito. No participó en el torneo de 1918, lo que ocasionó perdiera la categoría. Desde entonces estuvo 1919 Segunda División hasta final de la Liga en 1921.
Cuando se reactiva la Ligas del Perú después de 1925, el Club Centro Sport Unión Miraflores no volvió participar. Retorna a su liga de origen, entonces llamada Segunda División Liga Provincial de Balnerios (equivalente 3.ª división). Participa por pocos años hasta su desaparición.

## Palmarés
- 3.º Lugar de la Primera División del Perú: 1917

## Enlaces
- Historia F.P.F. Archivado el 27 de diciembre de 2017 en Wayback Machine..
- Tema: La Liga Peruana de Fútbol., Capítulo 4 de La difusión del fútbol en Lima , tesis de Gerardo Álvares Escalona, Biblioteca de la Universidad Nacional Mayor de San Marcos
- Tesis Difusión del Fútbol en Lima.
- Historia del fútbol en el Perú.
- 100 años del Primer Partido de Fútbol Peruano.
- El Génesis del Fútbol del Perú.

- Datos: Q7896909